# 王诏宾
王诏宾，山东人，是一名清朝政治人物。贡生出身。
王诏宾曾于1738年接替施士箴任青浦县知县一职，1740年由徐国璟接任。